# Квалификације за Светско првенство у фудбалу 1990.
У Квалификацијама за Светско првенство у фудбалу 1990. учествују 105 репрезентације (укључујући Италију која се аутоматски квалификовала као домаћин и Аргентину која се аутоматски квалификовала као бранилац титуле) од којих ће се 24 квалификовати за завршни турнир који ће се одржати у Италији.
Квалификације су у под покровитељством (ФИФА), организоване по континентима (Континенталним фудбалским конфедерацијама). Место у завршној фази зависи од успеха у квалификацијама, а број места зависи од јачине репрезентација тог континента.

## Квалификоване репрезентације
| Репрезентација   | Квалификована као                  | Датум квалификације | Преглед учешћа на турнирима1, 2                                                   |
| ---------------- | ---------------------------------- | ------------------- | --------------------------------------------------------------------------------- |
| Италија          | Домаћин                            | 19. мај 1984.       | 11 (1934, 1938, 1950, 1954, 1962, 1966, 1970, 1974, 1978, 1982, 1986)             |
| Аргентина        | Бранилац титуле                    | 29. јун 1986.       | 9 (1930, 1934, 1958, 1962, 1966, 1974, 1978, 1982, 1986)                          |
| Костарика        | Победник КОНКАКАФ шампионата       | 16. јул 1989.       | 0 (дебитант)                                                                      |
| Бразил           | Победник КОНМЕБОЛ групе 3          | 10. септембар 1989. | 13 (1930, 1934, 1938, 1950, 1954, 1958, 1962, 1966, 1970, 1974, 1978, 1982, 1986) |
| Уругвај          | Победник КОНМЕБОЛ групе 1          | 24. септембар 1989. | 8 (1930, 1950, 1954, 1962, 1966, 1970, 1974, 1986)                                |
| Шпанија          | Победник УЕФА групе 6              | 11. октобар 1989.   | 7 (1934, 1950, 1962, 1966, 1978, 1982, 1986)                                      |
| Шведска          | Победник УЕФА групе 2              | 11. октобар 1989.   | 8 (1934, 1938, 1950, 1958, 1970, 1974, 1978)                                      |
| Југославија      | Победник УЕФА групе 5              | 11. октобар 1989.   | 7 (1930, 1950, 1954, 1958, 1962, 1974, 1982)                                      |
| Белгија          | Победник УЕФА групе 7              | 25. октобар 1989.   | 7 (1930, 1934, 1938, 1954, 1970, 1982, 1986)                                      |
| Јужна Кореја     | Победник АФК друго коло            | 25. октобар 1989.   | 2 (1954, 1986)                                                                    |
| УАЕ              | Другопласирани АФК друго коло      | 28. октобар 1989.   | 0 (дебитант)                                                                      |
| Колумбија        | Победник у баражу КОНМЕБОЛ-ОФК     | 30. октобар 1989.   | 1 (1962)                                                                          |
| Аустрија         | Другопласирани УЕФА групе 3        | 15. новембар 1989.  | 5 (1934, 1954, 1958, 1978, 1982)                                                  |
| Чехословачка     | Другопласирани УЕФА групе 7        | 15. новембар 1989.  | 7 (1934, 1938, 1954, 1958, 1962, 1970, 1982)                                      |
| Енглеска         | Другопласирани УЕФА групе 2        | 15. новембар 1989.  | 8 (1950, 1954, 1958, 1962, 1966, 1970, 1982, 1986)                                |
| Холандија        | Победник УЕФА групе 4              | 15. новембар 1989.  | 4 (1934, 1938, 1974, 1978)                                                        |
| Ирска            | Другопласирани УЕФА групе 6        | 15. новембар 1989.  | 0 (дебитант)                                                                      |
| Румунија         | Победник УЕФА групе 1              | 15. новембар 1989.  | 4 (1930, 1934, 1938, 1970)                                                        |
| Шкотска          | Другопласирани УЕФА групе 5        | 15. новембар 1989.  | 6 (1954, 1958, 1974, 1978, 1982, 1986)                                            |
| Совјетски Савез  | Победник УЕФА групе 3              | 15. новембар 1989.  | 6 (1958, 1962, 1966, 1970, 1982, 1986)                                            |
| Западна Немачка  | Другопласирани УЕФА групе 4        | 15. новембар 1989.  | 11 (1934, 1938, 1954, 1958, 1962, 1966, 1970, 1974, 1978, 1982, 1986)             |
| Египат           | Победник КАФ треће коло            | 17. новембар 1989.  | 1 (1934)                                                                          |
| Камерун          | Победник КАФ треће коло            | 19. новембар 1989.  | 1 (1982)                                                                          |
| Сједињене Државе | Другопласирани КОНКАКАФ шампионата | 19. новембар 1989.  | 3 (1930, 1934, 1950)                                                              |

 Напомене:
1 Подебљана година означава првака у тој години
2 Коса година означава домаћина у тој години
| Конфедерација | Репрезентација стартовало | Репрезентације које су обезбедиле место | Елиминисане репрезентације | Укупан број места | Почетак квалификација | Крај квалификација |
| ------------- | ------------------------- | --------------------------------------- | -------------------------- | ----------------- | --------------------- | ------------------ |
| АФК           | 25                        | 2                                       | 23                         | 2                 | 6. јануар 1989.       | 28. октобар 1989.  |
| КАФ           | 20                        | 2                                       | 18                         | 2                 | 3. јун 1988.          | 19. новембар 1989. |
| КОНКАКАФ      | 15                        | 2                                       | 13                         | 2                 | 17. април 1988.       | 19. новембар 1989. |
| КОНМЕБОЛ      | 9+1                       | 3+1                                     | 6                          | 3+1               | 30. јул 1989.         | 15. октобар 1989.  |
| ОФК           | 4                         | 0                                       | 4                          | 0                 | 11. децембар 1988.    | 15. октобар 1989.  |
| УЕФА          | 32+1                      | 13+1                                    | 19                         | 13+1              | 21. мај 1988.         | 18. новембар 1989. |
| Укупно        | 105+2                     | 22+2                                    | 83                         | 105+2             | 17. април 1988.       | 19. новембар 1989. |